# Вълчи зъб
Вълчият зъб, още Патуярдова гъба (Inocybe erubescens), е силно отровна базидиева гъба от род Inocybe.
Шапката ѝ е с диаметър 3-9 cm, първоначално конусовидна, по-късно разперена до почти плоска. Има суха и гладка повърхност. В началото ръбът е подвид навътре, по-късно изправен, а при по-възрастните екземпляри понякога извит навън, и в много случаи насечен радиално. Пънчето е твърдо, цилиндрично с размери 4-8 × 1-1,5 cm.

## Разпространение и местообитание
Расте в широколистни храсталаци и горски поляни от края на пролетта до края на лятото.